# Campeonato salvadoreño 1959
El Campeonato salvadoreño de fútbol 1959 fue el décimo torneo de la Primera División de El Salvador de fútbol profesional salvadoreño en la historia.

## Desarrollo
El campeón de esta edición fue el Águila, obteniendo su primer título. El subcampeón fue FAS.

## Equipos participantes
| Club              | Ciudad       | Departamento |
| ----------------- | ------------ | ------------ |
| Águila            | San Miguel   | San Miguel   |
| Alianza           | San Salvador | San Salvador |
| Atlante San Alejo | San Alejo    | La Unión     |
| Atlético Marte    | San Salvador | San Salvador |
| Dragón            | San Miguel   | San Miguel   |
| FAS               | Santa Ana    | Santa Ana    |
| Independiente     | San Vicente  | San Vicente  |
| Juventud Olímpica | Acajutla     | Sonsonate    |
| Leones            | Sonsonate    | Sonsonate    |
| Santa Anita       | Santa Ana    | Santa Ana    |

## Tabla de posiciones
| Pos.         | Equipos           | PJ  | PG | PE | PP | GF  | GC  | Dif. | Pts. |
| ------------ | ----------------- | --- | -- | -- | -- | --- | --- | ---- | ---- |
| 1.           | FAS               | 18  | 11 | 4  | 3  | 52  | 15  | 37   | 26   |
| 2.           | Águila            | 18  | 12 | 2  | 4  | 42  | 22  | 20   | 26   |
| 3.           | Alianza           | 18  | 10 | 4  | 4  | 37  | 21  | 16   | 24   |
| 4.           | Atlante San Alejo | 18  | 9  | 5  | 4  | 33  | 16  | 17   | 23   |
| 5.           | Atlético Marte    | 18  | 9  | 1  | 8  | 26  | 29  | -3   | 19   |
| 6.           | Leones            | 18  | 7  | 3  | 8  | 33  | 35  | -2   | 17   |
| 7.           | Santa Anita       | 18  | 4  | 6  | 8  | 16  | 26  | -10  | 14   |
| 8.           | Juventud Olímpica | 18  | 4  | 5  | 9  | 26  | 35  | -9   | 13   |
| 9.           | Dragón            | 18  | 3  | 4  | 11 | 16  | 36  | -20  | 10   |
| 10.          | Independiente     | 18  | 3  | 2  | 13 | 15  | 61  | -46  | 8    |
| Equipos 1959 | Equipos 1959      | 180 | 72 | 36 | 72 | 296 | 296 | 0    | 180  |

|  |             |
|  | Play-off.   |
|  | Descendido. |

## Play-off

### Ida
| 22 de noviembre de 1959 | Águila                                                | 4:0 (1:0) | FAS | Estadio Flor Blanca, San Salvador |  |
|                         | Lizano 10' · Rocabruna 59' · Barraza 61' · Merlos 80' |           |     |                                   |  |

### Vuelta
| 29 de noviembre de 1959 | Águila     | 1:0 (1:0) (Global 5:0) | FAS | Estadio Flor Blanca, San Salvador |  |
|                         | Molina 15' |                        |     |                                   |  |

| Campeón          |
| Águila 1° Título |